# Tony Glausi

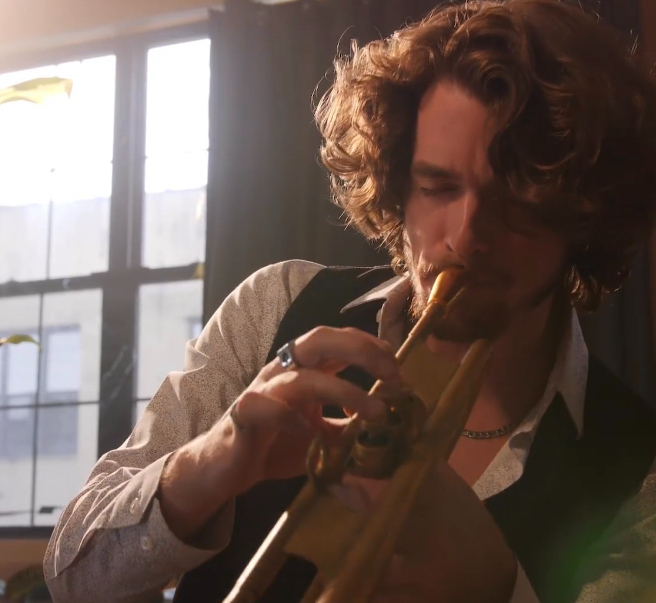
Tony Glausi

Tony Glausi (* um 1995 in Eugene, Oregon) ist ein US-amerikanischer Jazzmusiker (Trompete, Flügelhorn, Kornett auch Piano, Keyboards, Komposition), Bandleader und Musikpädagoge.

## Leben und Wirken
Glausi wuchs in einer musikalischen Familie auf und beschäftigte sich schon früh mit Musikgenres wie Klassik, Swing, Gospel und Rhythm and Blues. Er hatte im Alter von sechs Jahren Klavierunterricht, bevor mit zehn Jahren die Trompete sein Hauptinstrument wurde. Nach einem Studium der Jazztrompete studierte er Jazz-Komposition an der University of Oregon. Seit den 2010er-Jahren arbeitet er mit George Colligan, Norma Fraser, Todd DelGiudice und Ruth Theodore. Mit dem Oregon Jazz Ensemble trat er 2014 auf dem Montreux Jazz Festival, bei Umbria Jazz und bei Jazz à Vienne auf.
Mit Saxophonist Josh Hettwer und Drummer Ken Mastrogiovanni spielt er im Red Pants Trio (Square One, 2014). Daneben leitet er ein eigenes Jazzquintett und seit 2015 eine neunköpfige Funkband, mit der er eigene Kompositionen spielt. Er schrieb ferner Musik für kleinere und große Jazzensembles, Kammermusik-Ensembles, außerdem Popsongs, Arrangements und Filmmusik. Aufnahmen entstanden mit Adam Harris (Live at the Jazz Station, 2014), George Colligan (Risky Notion, 2014) und der Jessika Smith Big Band (Tricks of Light, 2015). Sein Debütalbum Identity Crisis legte er 2015 vor.
Glausi war 2014 Wettbewerbssieger in der Jazz Division der National Trumpet Competition; der Downbeat zeichnete ihn für seine Darbietungen und Kompositionen für kleines Ensemble (Something to be Remembered) aus. 2016 erhielt er das Stipendium Laurie Frink Career Grant. Glausi ist Teaching Assistant an der School of Music der University of Oregon und lebt in Eugene.